# ТЕС Бібіяна III
ТЕС Бібіяна III — теплова електростанція на північному сході Бангладеш.
Станція має один парогазовий блок комбінованого циклу потужністю 400 МВт, в якому одна газова турбіна потужністю 285 МВт живить через котел-утилізатор одну парову турбіну з показником 133 МВт. Паливна ефективність блоку повинна становити 61 %.
Станція розрахована на використання природного газу, який надходить із розташованого за кілька кілометрів родовища Бібіяна (станом на 2019 рік давало 50 % видобутку блакитного палива у Бангладеш). Для роботи на повній потужності ТЕС потрібно 1,84 млн м3 газу на добу.
Видача продукції відбувається по ЛЕП, розрахованій на роботу під напругою 400 кВ.
Проект реалізували через державну компанію Bangladesh Power Development Board, при цьому побіч з ТЕС Бібіяна III розташовано майданчики ТЕС Бібіяна-Південь тієї самої компанії та приватна ТЕС Бібіяна II.